# El Molí d'en Coma
El Molí d'en Coma és una obra de Sant Aniol de Finestres (Garrotxa) inclosa a l'Inventari del Patrimoni Arquitectònic de Catalunya.

## Descripció
El Molí d'en Coma està situat als afores del poble de Sant Esteve de Llémena. És de planta quadrangular i ampli teulat a quatre aigües. Disposa de planta baixa, un pis i planta superior. Les dependències del propi molí, on encara es poden veure les moles i altres eines del moliner, estan situades a un cos afegit al costat de llevant, de planta rectangular i teulat a una sola vessant. Fou bastit amb pedra menuda del país, malgrat que s'utilitzaren carreus molt ben tallats per fer totes les obertures i els cantoners. Presenta llindes decorades. A la de la porta central hi ha una estrella, al balcó central una roda, al balcó esquerre l'any 1800 amb una creu al mig, al balcó dret del primer pis l'any 1797 amb una creu al mig i al balcó dret del segon pis la següent inscripció: "16YX * MERCANTIDAS / BONE * FACIUS / 1 2 3 4 5 6 * 7 8 9 10".